# Karl Fleschen
Karl Fleschen  (né le 28 juin 1955 à Daun) est un athlète allemand, spécialiste des courses de demi-fond.

## Biographie
En 1977, Karl Fleschen remporte le titre du 3 000 mètres des Championnats d'Europe en salle de Saint-Sébastien, en Espagne, en 7 min 57 s 7, devant le Finlandais Pekka Päivärinta et le Suisse Markus Ryffel. Il décroche un nouveau titre continental en 1980 à l'occasion des Championnats d'Europe en salle de Sindelfingen en s'imposant sur la même distance en 7 min 57 s 5, devant le Néerlandais Klaas Lok et l'autre Allemand de l'Ouest Hans-Jürgen Orthmann. Il remporte une nouvelle médaille, en bronze, lors de l'édition 1984.

### Palmarès
| Date | Compétition                    | Lieu            | Résultat | Épreuve |
| ---- | ------------------------------ | --------------- | -------- | ------- |
| 1977 | Championnats d'Europe en salle | Saint-Sébastien | 1er      | 3 000 m |
| 1978 | Championnats d'Europe en salle | Milan           | 6e       | 3 000 m |
| 1980 | Championnats d'Europe en salle | Sindelfingen    | 1er      | 3 000 m |
| 1984 | Championnats d'Europe en salle | Göteborg        | 3e       | 3 000 m |

### Records
| Épreuve     | Performance     | Lieu        | Date             |
| ----------- | --------------- | ----------- | ---------------- |
| 1 500 m     | 3 min 36 s 2    | Düsseldorf  | 1er juillet 1977 |
| Mile        | 3 min 54 s 7    | Berlin      | 26 août 1977     |
| 2 000 m     | 5 min 0 s 4     | Oslo        | 30 juin 1976     |
| 3 000 m     | 7 min 41 s 2    | Cologne     | 22 juin 1977     |
| 2 miles     | 8 min 40 s 0    | Berlin      | 21 août 1974     |
| 5 000 m     | 13 min 13 s 88  | Stockholm   | 5 juillet 1977   |
| 10 000 m    | 27 min 36 s 8   | Troisdorf   | 28 avril 1979    |
| 25 km       | 1 h 13 min 58 s | Frankenberg | 15 avril 1978    |
| 4 × 1 500 m | 14 h 38 min 8 s | Cologne     | 17 août 1977     |

1. ↑  L'Équipe d'Allemagne de l'Ouest : Thomas Wessinghage 3 min 38 s 8, Harald Hudak (de) 3 min 39 s 1, Michael Lederer (de) 3 min 44 s 6, Karl Fleschen 3 min 36 s 3